# Vanzy
Vanzy é uma comuna francesa na região administrativa de Auvérnia-Ródano-Alpes, no departamento da Alta Saboia. Estende-se por uma área de 5.57 km². Em 2010 a comuna tinha 337 habitantes (densidade: 60,5 hab./km²).